# Liohippelates australis
Liohippelates australis är en tvåvingeart som först beskrevs av Curtis W. Sabrosky 1955.  Liohippelates australis ingår i släktet Liohippelates och familjen fritflugor. Inga underarter finns listade i Catalogue of Life.